# Pholeomyia myopa
Pholeomyia myopa är en tvåvingeart som beskrevs av Axel Leonard Melander 1913. Pholeomyia myopa ingår i släktet Pholeomyia och familjen sprickflugor. Inga underarter finns listade i Catalogue of Life.